# Sistema talamocortical

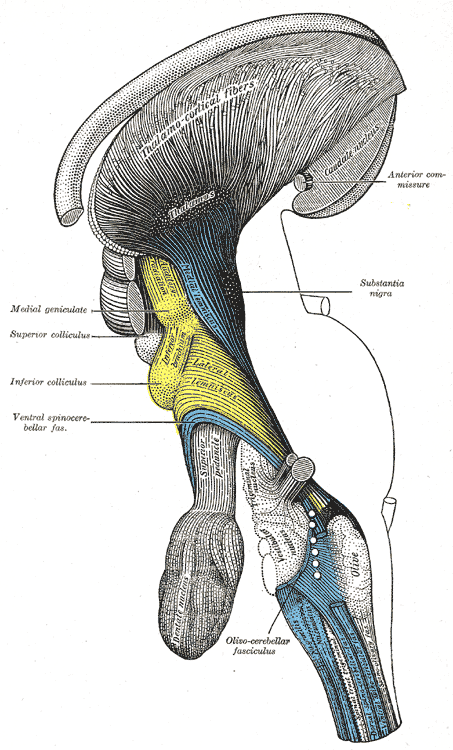
Ilustración de Henry Vandyke Carter para la Anatomía de Gray.

El sistema talamocortical es una unidad funcional cerebral compuesta por fibras nerviosas aferentes y eferentes que conectan el tálamo con la corteza cerebral. Estas conexiones neuronales unen a los núcleos talámicos con áreas funcionales de la corteza.

## Anatomía
El sistema talamocortical se compone de núcleos talamicos y áreas corticales de los lóbulos cerebrales.
Los núcleos talámicos son:
- núcleo dorsomedial
- núcleo ventrolateral
- núcleo ventral posterolateral
- núcleo posterolateral
- cuerpo geniculado lateral
- cuerpo geniculado medial

Los lóbulos cerebrales involucrados son:
- lóbulo frontal
- lóbulo parietal
- lóbulo occipital
- lóbulo temporal

## Conexión talamocortical
| núcleo talámico           | área cortical                     | área funcional             |
| ------------------------- | --------------------------------- | -------------------------- |
| Dorsal medial             | área pre frontal                  | elaboración de pensamiento |
| ventral lateral           | giro precentral                   | motor voluntario           |
| Ventral posterolateral    | giro postcentral                  | somatosensorial            |
| posterolateral            | mayor parte lóbulo parietal       | habilidades manuales       |
| cuerpo geniculado lateral | lóbulo occipital                  | visión                     |
| cuerpo geniculado medial  | polo posterior de lóbulo temporal | audición                   |